# Еліуд Кіпчоґе
Еліуд Кіпчоґе  (англ. Eliud Kipchoge, нар. 5 листопада 1984 в селі Капсісійва, округ Нанді, провінція Рифт-Валлі) — кенійський легкоатлет, бігун на довгі дистанції, олімпійський чемпіон та медаліст, чемпіон та призер чемпіонатів світу.
Під час Берлінського марафону 25 вересня 2022 році встановив рекорд — 2:01:09.

## Біографія
Еліуд став відомим у 2003 після перемоги в юніорській гонці Чемпіонату світу з легкоатлетичного кросу під егідою Міжнародної асоціації легкоатлетичних федерацій, встановивши світовий рекорд серед юніорів на дистанції 5000 метрів на доріжці, а також ставши чемпіоном світу на Чемпіонаті світу з легкої атлетики в 2003 в Парижі. Завоював бронзу для Кенії у бігу на 5000 метрів на Олімпійських іграх 2004 в Афінах та ще одну бронзу на Чемпіонаті світу з легкої атлетики в приміщенні в 2006 в Москві.
Срібні медалі отримав на Чемпіонаті світу з легкої атлетики 2007 в Осаці а також друге місце на Олімпійських іграх 2008 у Пекіні. Еліуд став п'ятим на Чемпіонаті світу з легкої атлетики 2005 в Берліні, проте знову зайняв п'єдестал на Іграх Співдружності 2010 в Делі, ставши другим після угандійського легкоатлета Мозеса Кіпсіро на дистанції 5000 метрів. Він виграв чотири медалі на щорічному Всесвітньому легкоатлетичному фіналі IAAF та став п'ятиразовим фіналістом чемпіонатів світу на дистанції 5000 метрів.
У бігу на 3000 метрів з найкращим часом 7:27.66 входить в ТОП-10 кращих бігунів на дистанції, а у бігу на 5000 метрів з кращим часом 12:46.53 є четвертим найшвидшим бігуном всіх часів.
6 травня 2017 року Кіпчоґе встановив неофіційний світовий рекорд 2:00.25 в рамках проекту компанії Nike під назвою Breaking2, намагаючись пробігти марафон за 2 години.
Світовий рекорд 2:01:39 (ще не затверджений) Кіпчоге встановив 16 вересня 2018 року на 45-му Берлінському марафоні. При цьому він покращив попередній рекорд на 1 хвилину 18 секунд. Такого покращення не було з 1967 року.
12 жовтня 2019 року у Відні в парку Пратер в рамках Ineos 1:59 Challenge подолав марафонську дистанцію за 1:59:40, ставши першою людиною в спостережуваній історії, що подолала двохгодинний бар'єр. Це досягнення не буде рахуватись як новий світовий рекорд згідно з правилами IAAF через низку причин, зокрема, оскільки це не була відкрита подія, а пейсмейкери змінювались під час забігу. Перед Еліудом Кіпчоґе та пейсмейкерами з точно розрахованою швидкістю рухався електроавтомобіль, який лазером задавав спорсменам відповідний темп. Пейсмейкери під час руху тримались в порядку оберненого клина, за рахунок чого зменшувався аеродинамічний опір для Еліуда. Це досягнення було внесено в книгу рекорів Гіннеса як «Найшвидше подолання марафонської дистанції (чоловіки)» та «перше подолання марафонської дистанції менше ніж за дві години».
За підсумками сезону-2019 вдруге поспіль був визнаний Світовою легкою атлетикою «Легкоатлетом року» (англ. World Athlete of the Year).

## Виступи на Олімпіадах
| Олімпіада           | Дисципліна         | Місце |
| ------------------- | ------------------ | ----- |
| Афіни 2004          | біг на 5000 метрів | 3     |
| Пекін 2008          | біг на 5000 метрів | 2     |
| Ріо-де-Жанейро 2016 | марафон            | 1     |
| Токіо 2020          | марафон            | 1     |
| Париж 2024          | марафон            | DNF   |